# Madelaynne Montaño
Madelaynne Montaño Caicedo (Tuluá, 6 gennaio 1983) è una pallavolista colombiana, nel ruolo di opposto.

## Carriera
La carriera di Madelaynne Montaño inizia in Colombia, dove gioca nella selezione della Valle del Cauca. Nel 2002 si trasferisce per due anni negli Stati Uniti d'America per motivi di studio ed entra a far parte della squadra del suo college, il Miami Dade College. Il primo anno vince subito la NJCAA Division I, mentre nel 2003 si classifica al terzo posto. In entrambe le stagioni riceve diversi premi individuali.
Dal 2004 inizia la carriera da professionista nel campionato greco; fino al 2006 gioca nell'Arīs Salonicco, poi resta inattiva per maternità per due stagioni. Nel 2008 torna a giocare per l'altro club di Salonicco, l'Īraklīs Salonicco, con cui si classifica al terzo posto in campionato ed è finalista nella Coppa di Grecia.
Nel 2009 viene ingaggiata dalle KT&G Ariels, in seguito rinominate KGC Ginseng, con cui si aggiudica due edizioni della V-League sudcoreana. Nella sua seconda stagione stabilisce il nuovo record di punti della V-League ed eguaglia il record assoluto di 53 punti in una sola partita, stabilito in precedenza da Barbara Jelić e Yumilka Ruiz. Nel 2011 accetta la sua prima convocazione nella nazionale colombiana per tentare di ottenere la prima qualificazione ai Giochi della XXX Olimpiade.
Nella stagione 2012-13 passa alla squadra azera del Rabitə Baku, vincendo lo scudetto e ricevendo il premio di MVP della competizione. La stagione successiva passa al Galatasaray nella Voleybol 1. Ligi turca, lasciando il club già nel campionato 2014-15 per accasarsi alla società rivale del Fenerbahçe, con cui conquista la Coppa di Turchia e lo scudetto.
Nella stagione 2015-16 approda in Polonia, dove difende i colori del Chemik Police, club a cui resta legata per due annate, in Liga Siatkówki Kobiet, vincendo la Supercoppa polacca 2015, due Coppe di Polonia e altrettanti scudetti.
Per il campionato 2017-18 si accasa al River di Piacenza, nella Serie A1 italiana, mentre nella stagione successiva ritorna all'Arīs Salonicco, nella A1 Ethnikī greca. Nel 2022 ritorna in campo con la nazionale in occasione della Coppa panamericana, dove conquista la medaglia d'argento.

## Palmarès

### Club
- NJCAA Division I: 1

2002
- Campionato sudcoreano: 2

2009-10, 2011-12
- Campionato azero: 1

2012-13
- Campionato turco: 1

2014-15
- Campionato polacco: 2

2015-16, 2016-17
- Coppa di Turchia: 1

2014-15
- Coppa di Polonia: 2

2015-16, 2016-17
- Supercoppa polacca: 1

2015

### Nazionale (competizioni minori)
- Coppa panamericana 2022

### Premi individuali
- 2002 - NJCAA Division I: All-Tournament Team
- 2002 - National Player of the Year
- 2003 - NJCAA Division I: All-Tournament Team
- 2003 - NJCAA Division I: Miglior realizzatrice
- 2003 - NJCAA Division I: Miglior attaccante
- 2003 - NJCAA Division I: Miglior servizio
- 2011 - Campionato sudamericano: Miglior realizzatrice
- 2012 - V-League: MVP della Regular season
- 2012 - V-League: MVP delle finali play-off
- 2012 - V-League: MVP 1º round
- 2012 - V-League: MVP 2º round
- 2012 - V-League: Miglior realizzatrice
- 2012 - V-League: Miglior attaccante
- 2013 - Champions League: Miglior realizzatrice
- 2013 - Superliqa: MVP
- 2013 - Campionato sudamericano: MVP